# ВАМ
ВАМ — мережа торгових центрів у Львові. Всі торгові центри розміщено в густонаселених районах міста. Перший «ВАМ» було відкрито у 2002 році на вул. Виговського, 100, який на той час був першим торговим центром у місті з великим продуктовим супермаркетом торговельної мережі «Сільпо».

## Історія
Мережа торгових центрів «ВАМ» належить українській компанії ТзОВ «Пам'ять». Перший торговий центр «ВАМ» було відкрито 1 березня 2002 року на вул. Виговського, 100. Його загальна площа складає 8900 м². Другий «ВАМ» було відкрито в 2004 році на вул. Науковій, 35а. Загальна площа 6800 м². Третій — на вул. Шевченка, 358а (мікрорайон Рясне-1) та його площа становить 2200 м². У 2006 році було відкрито «ВАМ» на Сихові на пр. Червоної Калини, 62 і загальною площею 6190 м². 2012 року на вул. Хмельницького, 214 відкрився єдиний торгово-розважальний центр мережі «ВАМ» з боулінгом, автодромом та рестораном. На даний час останнім, у 2013 році було відкриття торгового центру «ВАМ» на вул. Широкій, 87 (житловий масив Левандівка).
Слоган компанії — «ВАМ сподобається».

## Орендарі
В кожному ВАМі міститься продуктовий супермаркет «Сільпо». Супермаркети техніки «Фокстрот», «Comfy» «Ельдорадо», магазин мультибрендового одягу «Obnova», магазини дитячих товарів «Антошка», «Monako», «Чудо Острів». Скандинавський магазин меблів та товарів для дому «JYSK». Також, працюють локальні магазини одягу та взуття, аксесуарів, зоотоварів, квітів, ювелірних виробів та засобів з догляду краси та здоров'я. Загалом працює близько 100 магазинів, піцерія, ресторан та кав'ярні.  
- Розваги — у ТЦ «ВАМ» на вул. Хмельницького, 214 працює центр сімейного дозвілля «Булька», боулінг та автодром, дитячі зони для свят, ігротека, відеосимулятори та ігрові автомати, піцерія, ресторан тощо.
- Послуги — автомийка, хімчистка «Чисто», манікюрні студії, майстерні ремонту одягу.
- Заклади харчування — піцерія мережі Domino's, траторія Marchello, ресторан «Вино та м'ясо».